# エルフの若奥様
エルフの若奥様（エルフのわかおくさま、英題：Elven Bride）は、カズマ・G.VERSION（現・TIMTIMマシン）による成人向け漫画作品。「コミック花いちもんめ」に1993年3月号から連載され、オリジナル・ビデオ・アニメーションも制作・販売された。海外でも「Elven Bride」のタイトルで販売され、カルト的な人気がある。

## 概要
人間の男性ケンジとエルフの女性ミルファは種族の壁を越えて結婚をした。しかし、初夜に問題が発生する。ミルファの女性器が小さすぎて、ケンジの男性器が挿入できなかったのだ。このままではミルファと一生セックスができないのではと危機感を持ったケンジは、究極の潤滑油であるというハーピーの愛液を求めて、ハーピー狩りに出かけるのであった。

## アニメ
ピンクパイナップル制作。アニメーション制作はアニメインターナショナルカンパニー。1995年にビデオテープとレーザーディスクで販売され、全2巻が制作された。後にに2巻をまとめたDVD「エルフの若奥様全集」が発売された。エンディングテーマは黒田由美「ずっとね」。

## ゲーム
PC-98シリーズ向けにアップルパイによってデモゲームが制作されたが、発売されなかった。

## 登場人物
ケンジ
声：松本保典
人間族の男性。
ミルファ
声：黒田由美
エルフ族の女性。ケンジが小さい頃からケンジのことを知っている。エルフ族は人間族に対して偏見があるために、家族から結婚を祝福されていない。
ピューリィ
声：間宮くるみ
ユグドラシル・キャッスルに住むハーピアンの王女。ハーピアンは同族同士で子供を作ると必ずハーピーの子供が生まれてしまうため、ハーピアンの血を絶やさないために人間の異性をさらってセックスをしている。
ノイティ
声：かないみか
アイオン・クァール
声：五十嵐麗
ミルファが婦人科で出会った女性。ワーウルフのハーフ。
シルファ
声：勝生真沙子
ミツコ
声：深見梨加
ケンジの祖母で、セックスをして男性の精気をもらうことで若さを保っている。
シャマ
声：子安武人
ゴウ
声：玄田哲章
ターキー
声：中村大樹
エリベ
声：小野健一
ゼイニン
声：星野充昭
アサシン
声：室園丈裕

## メディア

### 書籍
- カズマ・G.VERSION『エルフの若奥様』 1巻、メディアックス〈MDコミックス〉、1994年1月1日。ISBN 978-4896132243。
- カズマ・G.VERSION『エルフの若奥様』 2巻、メディアックス〈MDコミックス〉、1994年12月1日。ISBN 978-4896132458。
- カズマ・G.VERSION『エルフの若奥様』 3巻、メディアックス〈MDコミックス〉、1996年8月1日。ISBN 978-4896132793。

### CDブック
- 『エルフの若奥様（CDブック）』カズマ・G-VERSION（原作、脚本）、内田樹木（脚本）、藤山房伸（音響監督）、コンパス、1995年4月1日。ISBN 978-4906407392。

### DVD
- カズマ・G.VERSION (1999-11-05), エルフの若奥様全集, ケイエスエス, KSXA-53771